# Sakanishi Shio

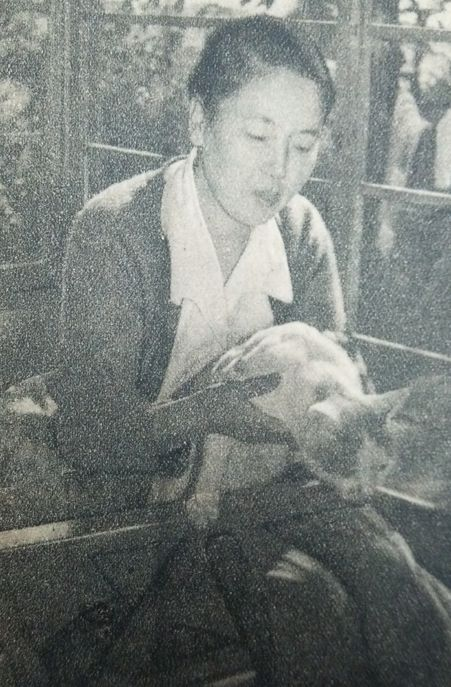
Sakanishi Shio

Sakanishi Shio (japanisch 坂西 志保, Vorname eigentlich Shiho; geboren 6. Dezember 1896 in Tokio; gestorben 14. Januar 1976) war eine japanische Sozialkritikerin und Essayistin.

## Leben und Wirken
Sakanishi Shio ging 1922 in die USA und studierte am Wheaton College (Illinois). Dann bildete sie sich weiter an der University of Michigan, an der sie ihren PhD erwarb. Von 1930 bis 1942 war sie Leiterin der Japanabteilung der Library of Congress. Sie musste wegen des Ausbruchs des Krieges zurück nach Japan.
Nach dem Zweiten Weltkrieg arbeitete Sakanishi für das GHQ. Später war sie u. a. Mitglied in der Nationale Kommission für Öffentliche Sicherheit. Vor allem, was die USA anbetraf, war sie essayistisch tätig.
Zu ihren Werken gehören u. a. 
- „Amerika no Josei“ (アメリカの女性) – „Die amerikanische Frau“, 1947,
- „Amerika-shi – Minshushugi no Seiritsu to Hatten“ (アメリカ史 民主々義の成立と発展) – „Geschichte Amerikas – Gründung und Entwicklung der Demokratie“ 1947,
- „Sumiyoi shakai o tsukuru hito-tachi 7-nin no Amerika-hito“ (住みよい社会をつくる人たち 7人のアメリカ人) – „Sieben Amerikaner, die eine lebenswerte Gesellschaft schaffen“, 1952,
- „Hito o warawaseru senmonka zenryōna shimin kokujin nōgyō kagaku-sha“ (人を笑わせる専門家・善良な市民・黒人農業科学者) – „Experten, die die Leute zum Lachen bringen, gute Bürger, schwarze Agrarwissenschaftler“, 1958,
- „Ikite manabu“ (生きて学ぶ) – „Lebend lernen“, 2 Bände, 1967 bis 1968,
- „Kyōgen no Kenkyū“ (狂言の研究) – „Untersuchungen zum Kyōgen“.